# Keep It in the Family
Keep It in the Family es el quinto álbum de estudio del cantautor estadounidense Leon Haywood. Fue publicado en junio de 1974 por el sello discográfico 20th Century Records. El álbum fue precedido por los sencillos «Keep It in the Family» y «Sugar Lump».

## Recepción de la crítica
Un escritor no especificado de la revista Cash Box declaró: “Leon irrumpe con un espectacular LP debut que tiene todos los ingredientes para llegar a la cima. Su voz conmovedora es la sustancia del esfuerzo que brilla con brillantez”.

## Lista de canciones
| Lado uno |                                                        |                                                  |          |  |
| N.º      | Título                                                 | Escritor(es)                                     | Duración |  |
| 1.       | «Keep It in the Family»                                | Leon Haywood                                     | 2:40     |  |
| 2.       | «Sugar Lump»                                           | Billy Page                                       | 2:39     |  |
| 3.       | «That Sweet Woman of Mine»                             | Marshall McQueen, Jr. Bill Williams, Jr. Haywood | 3:44     |  |
| 4.       | «The Day I Laid Eyes on You»                           | McQueen, Jr.                                     | 2:37     |  |
| 5.       | «When It Comes Down on You in the Middle of the Night» | Lincoln Chase                                    | 4:22     |  |

| Lado dos |                                    |                                     |          |  |
| N.º      | Título                             | Escritor(es)                        | Duración |  |
| 1.       | «A Hundred Pounds of Clay»         | Bob Elgin Kay Rogers Luther Dixon   | 2:57     |  |
| 2.       | «Long as There's You (I Got Love)» | Haywood McQueen, Jr. Williams, Jr.  | 8:06     |  |
| 3.       | «B.M.F. Beautiful»                 | Haywood Gene Page                   | 3:25     |  |
| 4.       | «You'll Never Walk Alone»          | Richard Rogers Oscar Hammerstein II | 4:14     |  |

## Créditos y personal
Créditos adaptados desde las notas de álbum de Keep It in the Family.
Personal técnico
- Leon Haywood – productor, arreglos en «Keep It in the Family» y «Long as There's You (I Got Love)»
- James Carmichael – arreglos en «Long as There's You (I Got Love)»
- Gene Page – arreglos en todas las canciones excepto «Long as There's You (I Got Love)»
- Stan Ross – ingeniero de audio en todas las canciones excepto «Keep It in the Family» y «Long as There's You (I Got Love)»
- Tom Oliver – ingeniero de audio en «Keep It in the Family»
- David Braithwaite – ingeniero de audio en «Long as There's You (I Got Love)»
- John Mills – mezclas
- Val Garay – mezclas
- Jack Levy – director artístico
- David Larkham – diseño de portada
- Eddie Douglas – diseño interior
- Brian Hagiwara – fotografía